# Дойранско езеро
Дойранското езеро, наричано също Гьола (на македонска литературна норма: Дојранско Езеро; на гръцки: Λίμνη Δοϊράνη, Лимни Дойрани, на старогръцки и катаревуса: Πρασιάς, Празиас), е езеро, разположено в Югоизточна Македония, разделено между Северна Македония и Република Гърция.
Площта му е 43,1 km2, от която на територията на Северна Македония са 27,3 km2, а на Гърция 15,8 km2. Това е относително ниско езеро с надморска височина от 148 m. Езерото има заоблена форма, с дължина север–юг от 8,9 km и с най-голяма ширина от 7,1 km. Езерото не е много дълбоко, като най-голямата дълбочина е 10 m.
В езерото се вливат голям брой притоци, като Сурловската река, река Ханджа, която събира водите от Беласица, а също и суплакустриските извори, които се намират на югоизточната страна на езерото. Водите на езерото изтичат в река Гьолая или Арджан (на гръцки: Αρτζάν), която се влива във Вардар.
Около езерото от страната на Северна Македония са разположени селата Николич, Нов Дойран, Стар Дойран и Сретеново, а от гръцка страна - село Дойран.
В 2009 година езерото възстановява 3 метра от загубеното си равнище, след като 20 години е застрашено от екологична катастрофа заради спад на водите.
В 2013 година нивото на Дойранското езеро е на най-високото си ниво за последните 10 години, което създава условия за добър плаж и съответно привлича много туристи. Дойранското езеро привлича голям поток от туристи и заради лековитата си кал и цъфтежа на богатите на йод водорасли алги, които превръщат водата в лечебна за редица заболявания.